# Maglie
Maglie ist eine süditalienische Gemeinde (comune) in Apulien. 

## Geografie
Die Gemeinde hat 13.367 Einwohner (Stand 31. Dezember 2023).
Der Ort liegt 29 Kilometer südwestlich der Stadt Lecce und 16 Kilometer westlich von Otranto in der Provinz Lecce. Nach Gallipoli im Westen sind es 31 Kilometer. Maglie gehört zum Salento.

## Geschichte
Bei archäologischen Ausgrabungen in Cattie wurden 1980 zahlreiche altsteinzeitliche Funde gemacht. Aus zahlreichen Menhiren und Megalithen, die zu Dolmen zusammengefügt wurden, lässt sich Besiedlung für Bronze- und frühe Eisenzeit nachweisen.

## Verkehr
Die Strada Statale 16 Adriatica ist als Umgehungsstraße um den Ort ausgebaut.
Im Bahnhof Maglie stößt die Bahnstrecke Maglie–Otranto auf die Bahnstrecke Zollino–Gagliano Leuca.

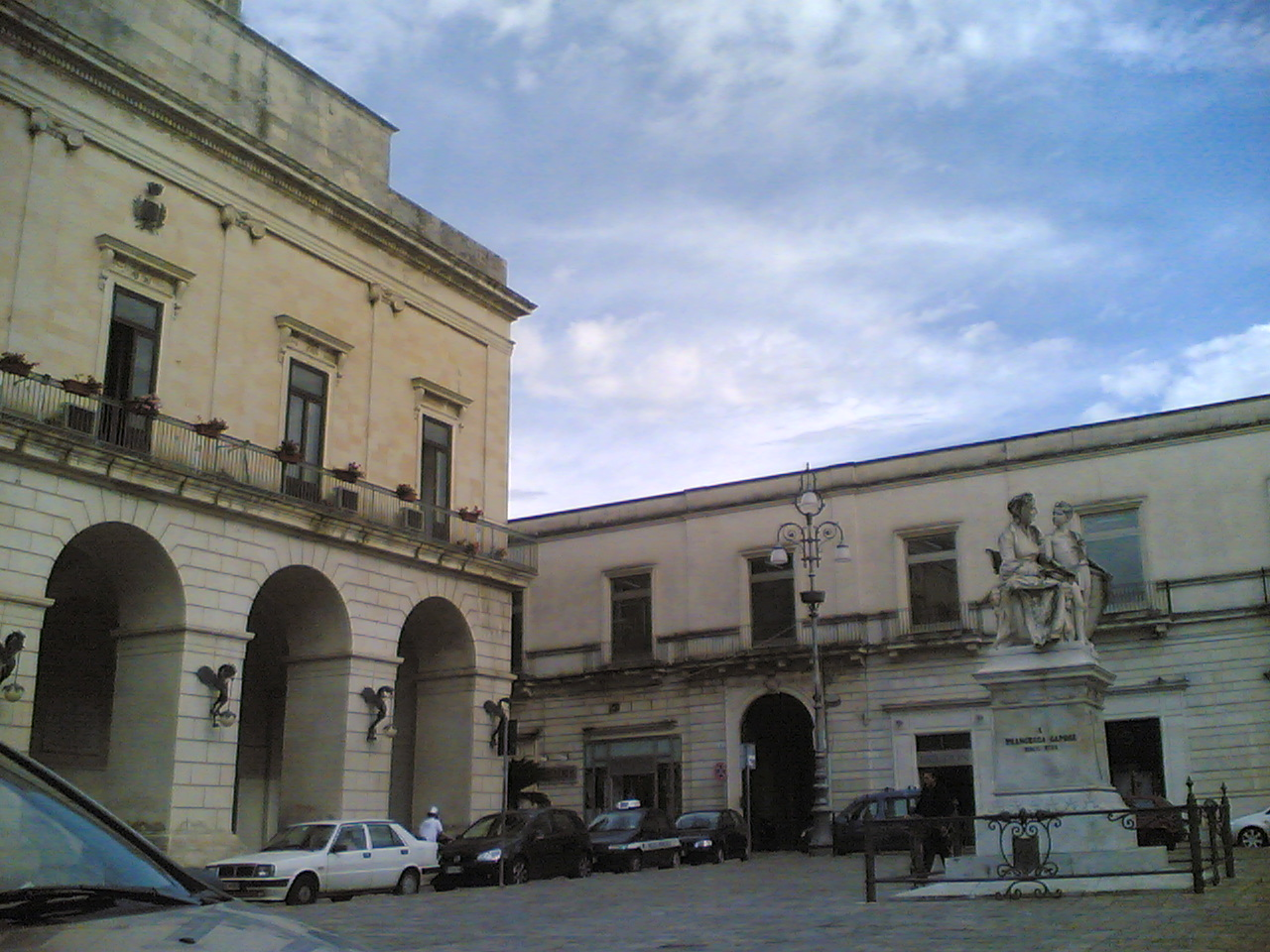
Piazza Aldo Moro
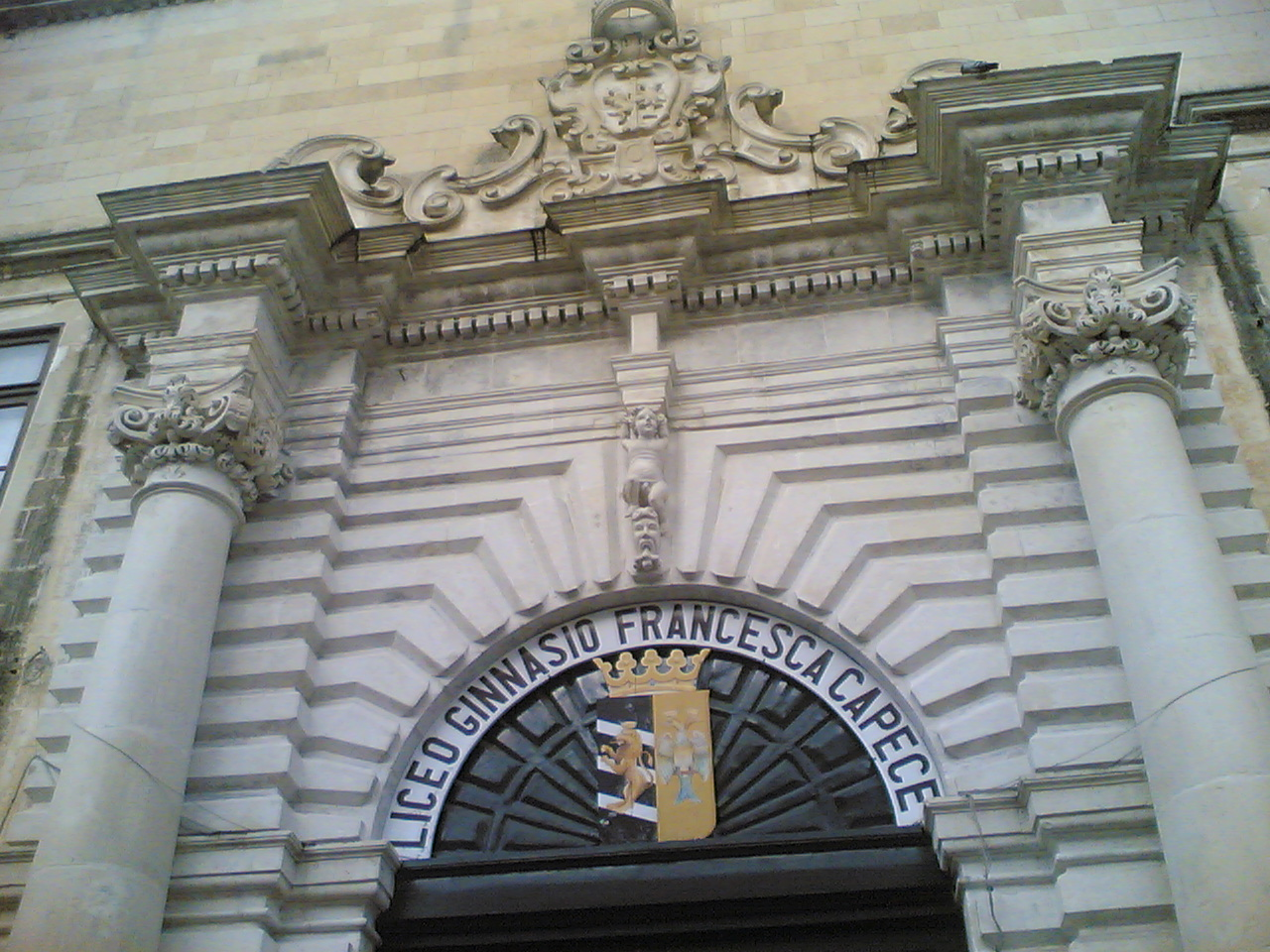
Fassade des Gymnasiums (Lyzeums) „Francesca Capece“
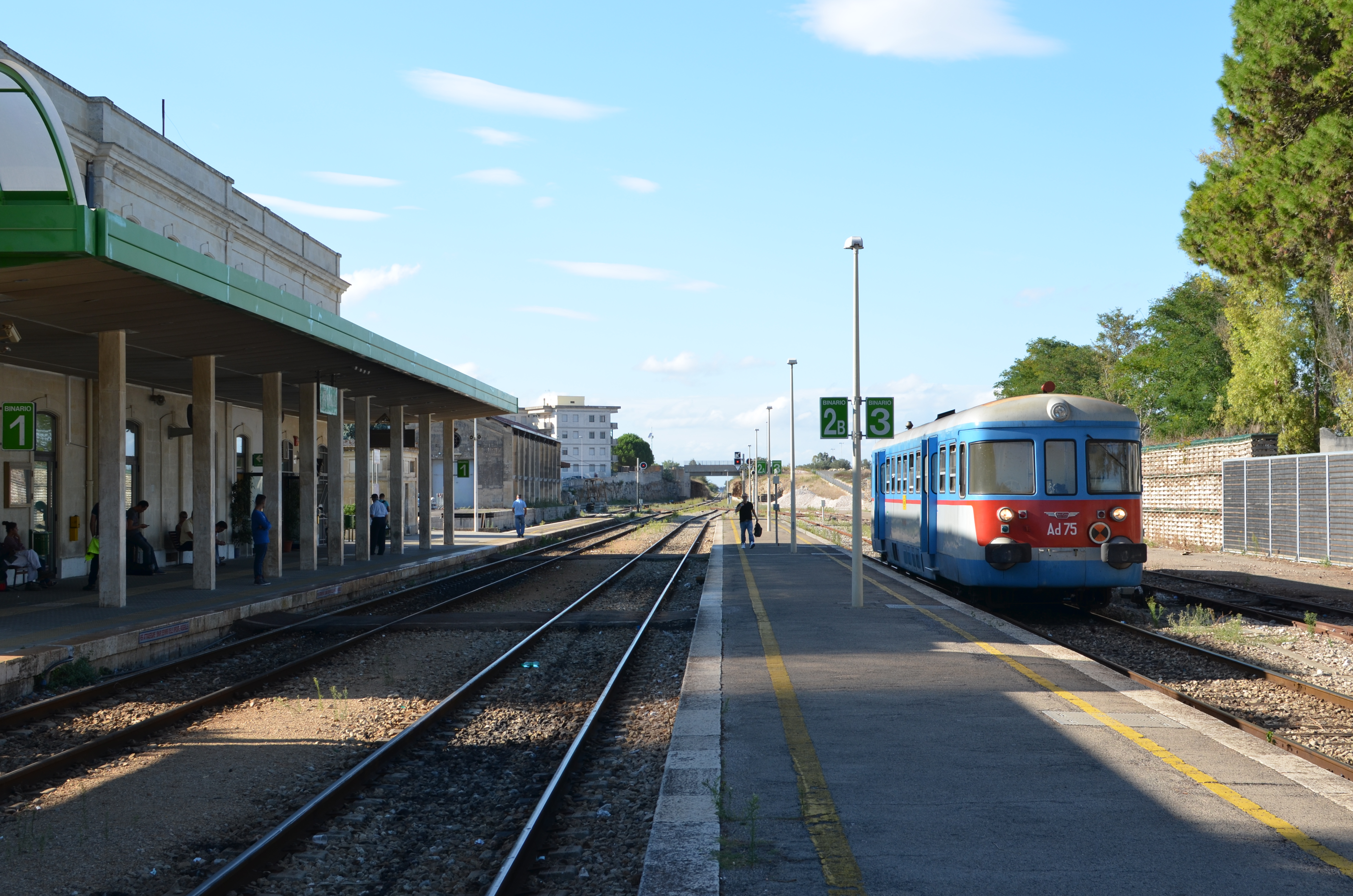
Bahnhof Maglie
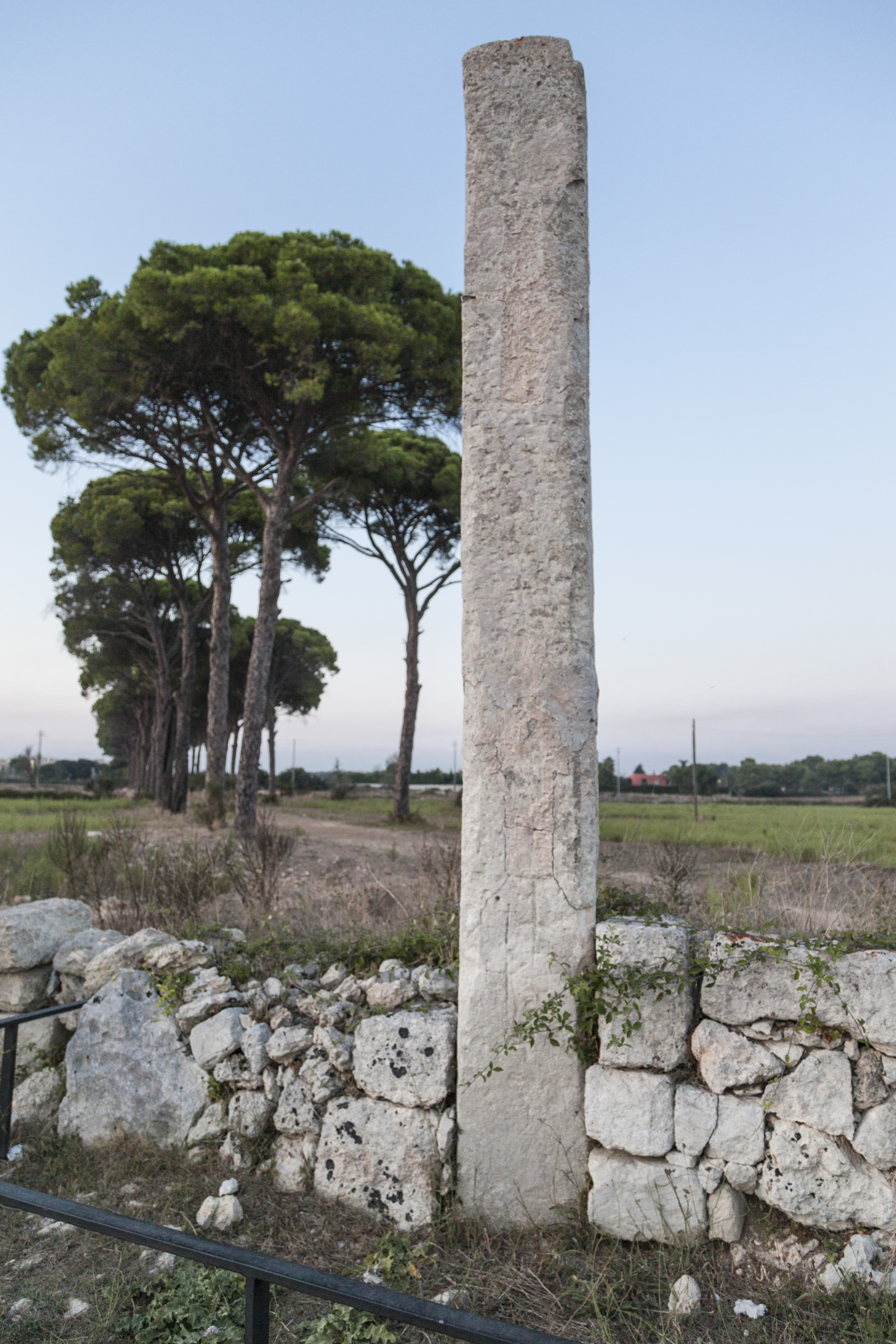
Menhir delle Franite
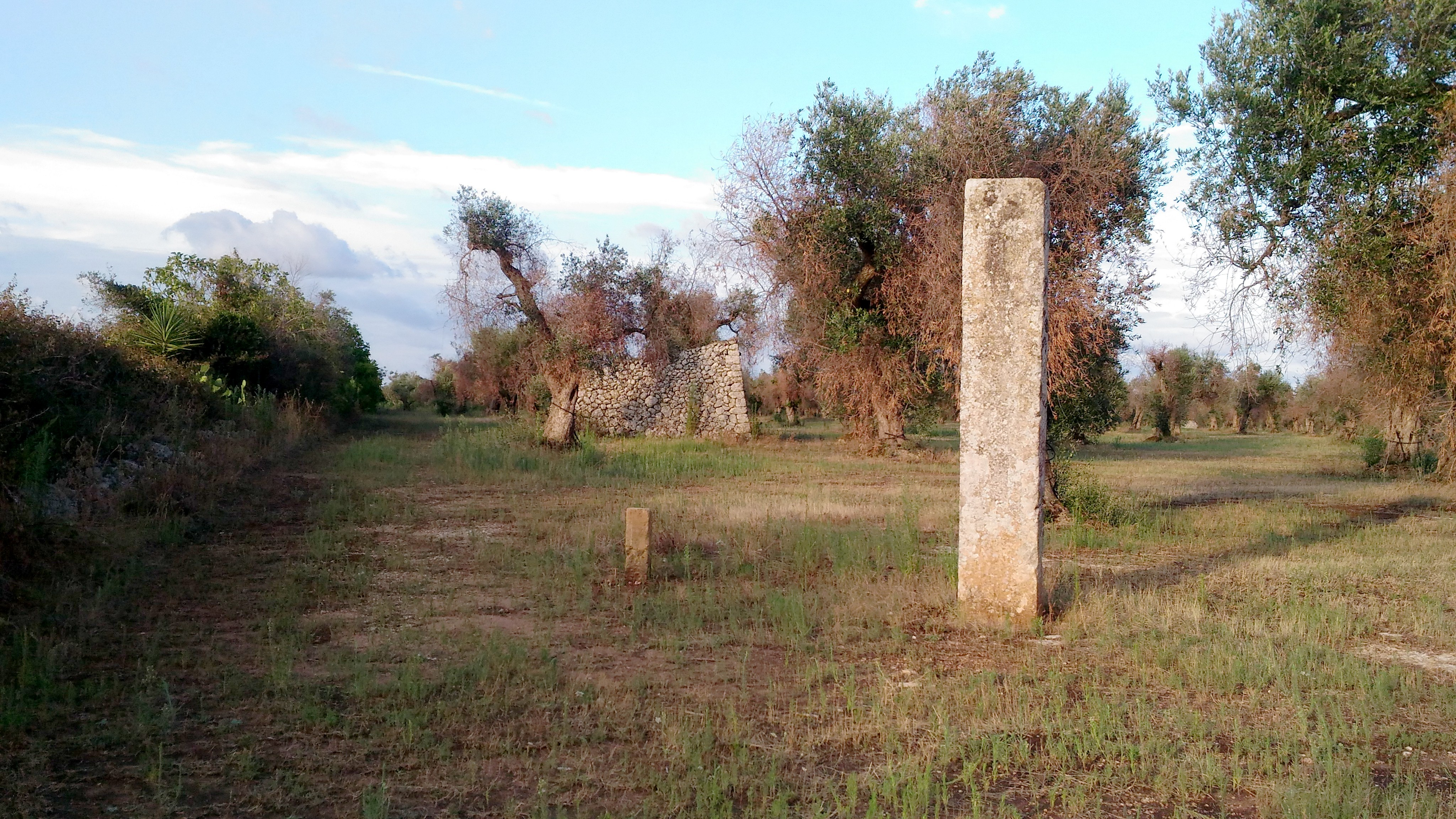
Menhir Spruno
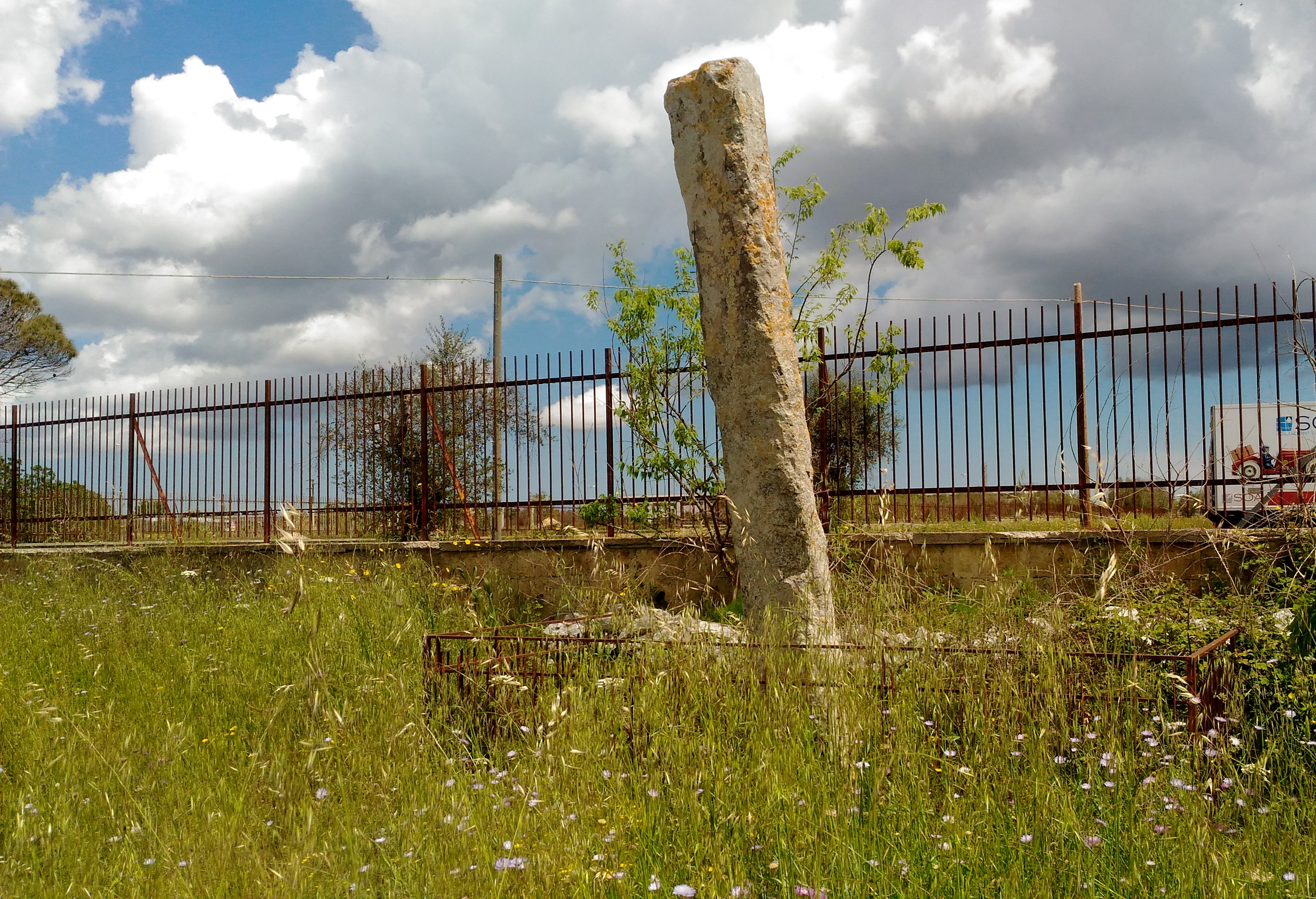
Menhir Calamauri

## Persönlichkeiten
- Fernando Lapalorcia (1893–1963), Silbermedaillen-Gewinner im Ringen, Olympia 1912
- Aldo Moro (1916–1978), Politiker (ermordet)
- Franco Coppola (* 1957), römisch-katholischer Erzbischof und Diplomat des Heiligen Stuhls
- Raffaele Fitto (* 1969), Politiker